# 繁体字
- 關於中華民國官方使用的漢字，請見「臺灣漢字」。
- 關於中華民國教育部頒布的正體字之標準字體，請見「國字標準字體」。
- 關於在臺灣使用的文字以及正體字的其它概念，請見「正體字」。
- 關於繁體字與簡體字的爭論，請見「漢字簡化爭論」。

繁体字，与简体字相对，是结构相对复杂的汉字书写字体，一般笔画較多。在汉字简化的过程中，一些汉字会简化成简单好写的字体，称为“简化字”，而繁体字一词就在这个过程中用来称呼与其对应的未被简化的汉字。而傳承字是指未被简化的汉字。在使用简化字的地区，傳承字通常是指没有被简化的汉字；而在汉字简化之前或者尚未经历汉字简化的地区，傳承字是指前代已有的字，大致上就是新造字以外的字。而繁體中文，亦作傳統中文（英語：Traditional Chinese，網頁語言代碼：zh-Hant），與简体中文相對，是使用未经历汉字简化的地区的传承字作为字汇的一种书面表达方式。中華民國教育部选定的传承字字汇被当地称为正體中文。
现在常用的繁體字字型始於西元2世紀，在漢朝的王次仲創立楷書之時就趨於穩定，其中大部分的寫法在這之後的歷史中就很少再發生改變，是漢朝至中華民國的全中國通行字型，也是現今台灣、香港、澳門的標準字。

## 定義及名稱
汉字简化運動後，“繁体字”一詞被用於與未被简化的汉字對應。
繁体字与简体字相对，是结构相对复杂的汉字书写字体，一般笔画較多。在汉字简化的过程中，一些汉字会简化成简单好写的字体，称为简化字，而繁体字一词就在这个过程中用来称呼与其对应的未被简化的汉字。在一些语境下，繁體字可以用来指代未经历汉字简化的地区使用的傳承字，或者已有简化字的繁体字和没有对应简化字的傳承字的合集。
传承字是指未被简化的汉字。在使用简化字的地区，傳承字是历史上流传下来沿用至今，未加整理简化或不需要整理简化的字；而在汉字简化之前或者尚未经历汉字简化的地区，传承字是指前代已有的字，大致上就是新造字以外的字。在汉字构形属性历时演变的研究中，断代测查样本中前代样本中已有的字，称之为传承字。
正體字正体字与异体字相對，是指在汉字的多种写法中官方机构所规定或约定的首选写法。
正體（正字）正体与俗字（俗体字）相對，是指官方机构所规定或约定的汉字字体。中華民國教育部定義了一套正體字，称为“國字標準字體”。
傳統中文是使用未经历汉字简化的地区的传承字作为字汇的一种书面表达方式或汉字规范。在计算机处理过程中，也常被称为繁體中文，與简体中文相對。中華民國教育部选定的传承字被当地称为正體中文。

## 歷史
漢字简化运动可追溯至新文化運動中關於文字及語文教言和國家發展的討論。
1932年中華民國教育部公佈《國音常用字彙》（見现代標準汉语），確定了現代中國國語標準音系，还收录了部分“破体”、“小字”等宋元以来“通俗的简体字”。中國正式以國家體制推行簡体字是在民國二十四年（1935年）六月發佈《簡體字推行法令案》（編號001090002A008），1935年8月21日，教育部以部令11400號正式公佈《第一批簡體字表》，公佈推行的簡体字為324個。1936年1月15日國民黨中央召開第五次政治會議，會上國民黨中央委員和考試院長戴季陶提交簡体字緩行提案，《第一批簡體字表》於是被暫緩執行。
1956年中华人民共和国政府頒布《漢字簡化方案》，希望用簡化漢字的方式逐步達成掃除文盲的目標，是為掃盲運動之伊始。1964年《簡化字總表》共收2274个简化字及14个简化偏旁，簡化字形很多來自草書楷化或文獻中筆畫簡單的俗字、異體字、古字、假借字，也有當代人的創造。該方案把簡化前的漢字叫作「繁體字」，並把簡化後的漢字叫作「簡化字」。另外，未經省略部首並在「规范汉字」（通行文字體）中沿用下來的漢字則被稱為「傳承字」。此前，毛泽东在给其同学蒋竹如的一封函件中曾提到：“拼音文字是较便利的一种文字形式。汉字太繁难，目前只作简化改革，将来总有一天要作根本改革的。”随后，中华人民共和国国务院成立“汉字简化方案审订委员会”，并由董必武、郭沫若等人主持上述文字改革工作。

## 各地寫法或標準
文字現代化的常見基礎工具為標準化，而由於各地政府的漢字標準之間存在各種差異，以致「正體字」與「繁體字」也時常有著不同的意涵。

### 傳統字書標準
傳統權威字書，如《康熙》《說文》等，編撰者都是文字訓詁的學者，並基於文字學原則編定字樣作為字頭。自明、清起的匠體字印刷把這種字樣，傳承至現代的金屬字模、照相植字排版以至電腦字型，稱作舊字形、傳承字形或傳統字形。

### 新馬地區
新馬地區的繁體字的寫法一般與中國的書寫方式雷同，通常由右到左。也有的由上到下。一般沒有由左到右。

### 臺灣
臺灣沿用傳統漢字，同時稱之為正體字，其起始標準為中華民國教育部颁布的《常用國字標準字體表》（俗稱「甲表」）所收錄之4808個常用字、《次常用國字標準字體表》（俗稱「乙表」）所錄之6334個常用字（外加9個單位詞，合計6343字）、《罕用字體表》（俗稱「丙表」）所錄之18388個罕用字、以及《原異體字表》（俗稱「丁表」）所收錄之18588個異體字（補遺22字），並以此四表收錄字為現行中華民國國家標準中文標準交換碼納編（CNS11643）編碼依據。2004年，中華民國政府公佈《新異體字表》，計收70833字；而此第五表連同前四表共組為當前中華民國正體字標準，總計收錄105051字。
並公布用語說明
- 「正字」為中華民國教育部之《常用字表》《次常用字表》《罕用字表》所收錄之字，或2004年公佈《新異體字表》編輯新增之正字[17]。
- 「異體字」為文獻上與正字同音義而異形者，此乃中國文字孳乳演變的實況紀錄，形體流變的自由與旁歧的現象，歷來對它的稱呼很多，除異體字外 ，還有俗字、訛字、雜體、別體等[16]。

其選字參考資料為《中文大辭典》《中華大字典》《辭海》《辭源》《辭通》《康熙字典》《說文解字詁林》等合計百餘種，經系統整理歸納成為現行正體字標準。字體的選用，官方聲稱乃就現有字形加以挑選，並非另創新形，字體研訂或從古，或從俗，皆以符合六書原理為原則，字體選取具教育意義，所以通行字體仍具原有字構者，優先考慮，部分因標準字體採用原則而例外，例如從俗作，被認為是俗寫而才是正寫。

### 香港、澳門
香港及澳門的繁體字，香港小學和初中課本以《常用字字形表》為標準，在其他情況使用則沒有硬性限制。以日常的書刊出版印刷、宣傳單張、電視字幕、路牌招牌等而言，傳承字形和儷式與蒙納式字形都活躍出現。港澳和臺灣的差異整體來說並不算多，像等字都一致。但也有些字的分別則較明顯，如港澳用和，臺灣雖然也用過，但現在教育部只用和。

### 中國大陸

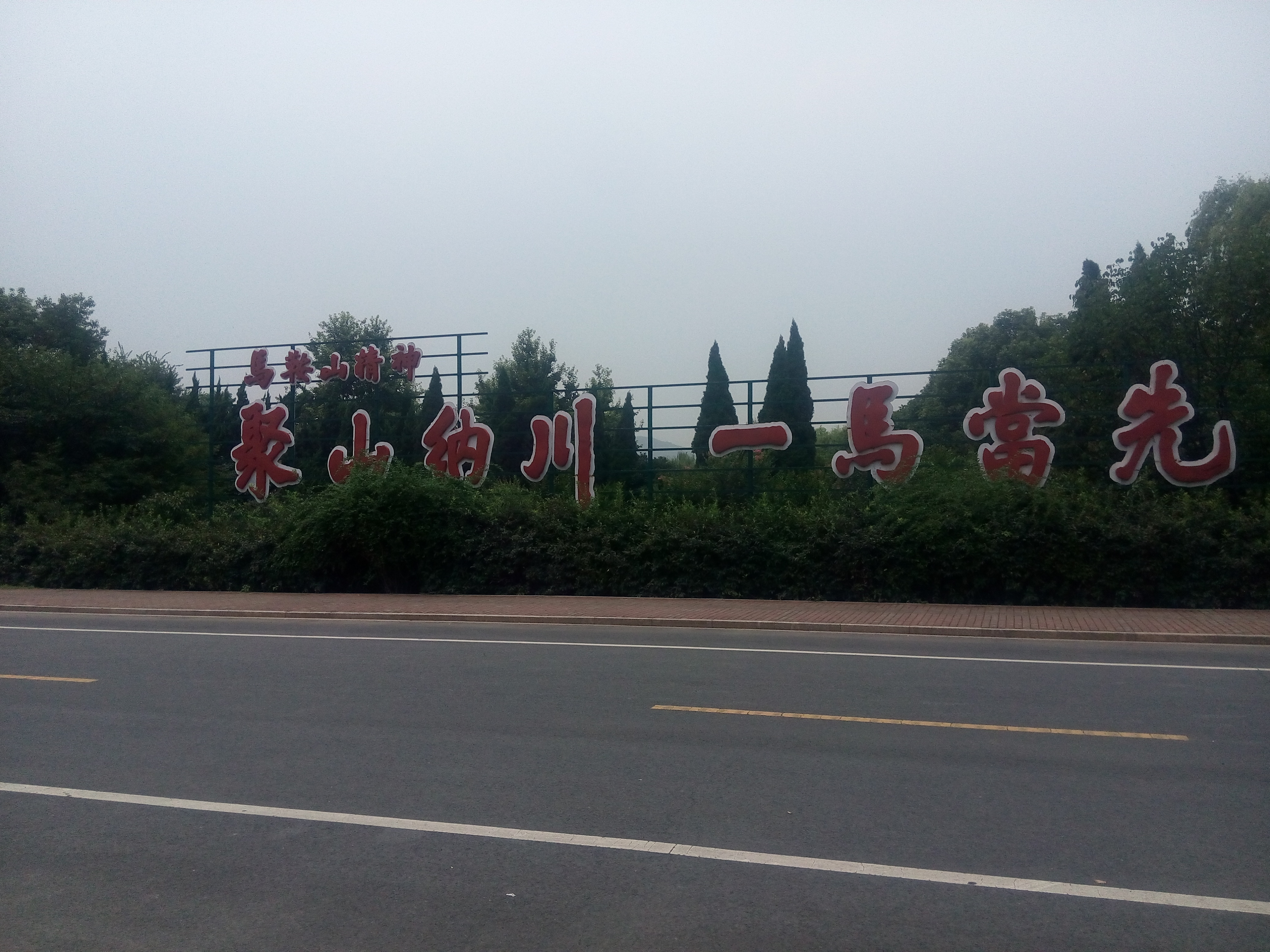
在中国大陆，繁体字仍然会在一些对书法有要求的场合使用

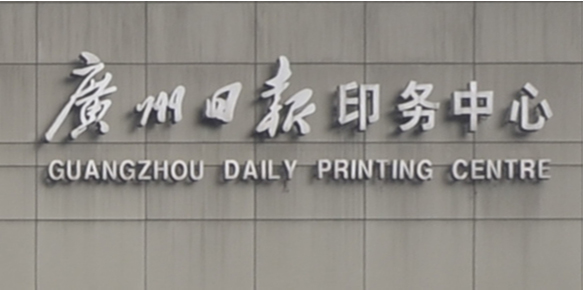
「書法字用繁體、印刷體用簡體」的做法在中國大陸零星可見

在一般情況下，中國大陸以簡化字和传承字為规范汉字。目前，中國大陸出版社的繁體中文印刷品大多使用宋体新字形，《簡化字總表》和《通用规范汉字表》附件《规范字与繁体字、异体字对照表》收錄的繁體字均为宋体新字形，不同于传统的明体（宋体），與港、澳、臺使用的繁體字有些差異（例如香港、臺灣從，中國大陸從）。另外，各地對異體字的認定並不相同，例如在中國大陸，一般認為是正體字，是異體字，但在港、澳、臺卻恰好相反。
在中國大陸，繁体字和异体字、二简字、錯別字、生造字為不規範漢字；《中华人民共和国国家通用语言文字法》第二、三条规定，「国家通用语言文字」为普通话和规范汉字，国家推广普通话，推行规范汉字；第九、十、十一、十三条规定，公务、教学、出版物、公共服务行业中使用规范汉字；第十七条规定下列情形可以保留或使用繁体字、异体字：
1. 文物古蹟；
2. 姓氏中的异体字[註 8]；
3. 书法、篆刻等艺术作品；
4. 题词和招牌的手书字；
5. 出版、教学、研究中需要使用的；
6. 经中华人民共和国国务院有关部门批准的特殊情况。

為了回應錄入古籍和現代書刊繁體版出版印刷規範化的需要，2021年10月11日，国家市场监督管理总局、国家标准化管理委员会发布国家标准《古籍印刷通用字规范字形表》（GB/Z 40637-2021）。該標準於2022年5月1日開始實施。

### 簡字體對應
| 簡化字    | 《簡化字總表》 中对应的繁體 | 香港      | 臺灣 |
| --------- | --------------------------- | --------- | ---- |
|           |                             |           |      |
|           |                             |           |      |
|           |                             |           |      |
|           |                             |           |      |
|           |                             |           |      |
|           |                             |           |      |
|           |                             |           |      |
| [ 註 9 ]  |                             |           |      |
|           |                             |           |      |
|           |                             | [ 註 10 ] |      |
|           |                             | [ 註 10 ] |      |
|           |                             |           |      |
|           |                             |           |      |
| [ 註 11 ] |                             |           |      |
|           |                             | [ 註 12 ] |      |
|           |                             |           |      |
|           |                             |           |      |
|           |                             |           |      |
|           |                             |           |      |
|           |                             |           |      |
|           |                             |           |      |
|           |                             |           |      |

註：實際上，兩岸三地的正體中文出版物並不拘泥於本地標準，有時使用其他字形和異體字是很頻繁的。
| 體字 | 簡化字    |
| ---- | --------- |
|      |           |
|      |           |
|      |           |
|      |           |
|      |           |
|      |           |
|      |           |
|      |           |
|      |           |
|      |           |
|      |           |
|      |           |
|      |           |
|      |           |
|      |           |
|      |           |
|      |           |
|      |           |
|      |           |
|      |           |
|      |           |
|      |           |
|      | [ 註 13 ] |
|      |           |

| 體字      | 簡化字 |
| --------- | ------ |
|           |        |
| [ 註 14 ] |        |
|           |        |
|           |        |
|           |        |
| [ 註 15 ] |        |
|           |        |
| [ 註 16 ] |        |
|           |        |
| [ 註 17 ] |        |
| [ 註 18 ] |        |
|           |        |
|           |        |
|           |        |
|           |        |
|           |        |
|           |        |
|           |        |
|           |        |
|           |        |
|           |        |
|           |        |
|           |        |
| [ 註 19 ] |        |
|           |        |

### 用語差異
1949年國共內戰後臺灣、香港與中國大陸的人民之間長期缺乏交流，使得中文在用詞習慣和新詞彙常有所不同。自1980年代以來，各種外來科技術語、文藝作品不斷引進，令此現象變得更加明顯。大陸使用普通話音譯或意譯，臺灣多使用國語音譯，香港、澳門居民使用粵語音譯，使得陸、港、臺三地譯法互不相同者（或陸、臺相同但與港澳不同者）眾多。隨著網路時代到來，華語人士開始不斷認識相互的用語，各種用語相互滲透，例如广州地铁的「出口资讯（Exit Information）」，「資訊」一詞原為港、臺習慣用語，但后来大陸也能经常见到。
| 原文           | 中國大陸 | 香港、澳門 | 臺灣   |
| -------------- | -------- | ---------- | ------ |
|                |          |            |        |
| quality        |          |            |        |
| ballpoint pen  |          |            |        |
| calculator     |          |            |        |
| hard drive     |          |            |        |
|                |          |            |        |
| Michael Jordan |          |            |        |
| software       |          |            |        |
|                |          |            |        |
| astronaut      | 宇航员   | 太空人     | 太空人 |
|                |          |            |        |
|                |          |            |        |
|                |          |            |        |
|                |          |            |        |
|                |          |            |        |
|                |          |            |        |
|                |          |            |        |
|                |          |            |        |

## 電腦中的使用
由於電腦及數位網路的廣泛應用，當代漢字現代化的標準重心漸轉移到電腦及網路中的漢字標準，這些標準又稱數位漢字。

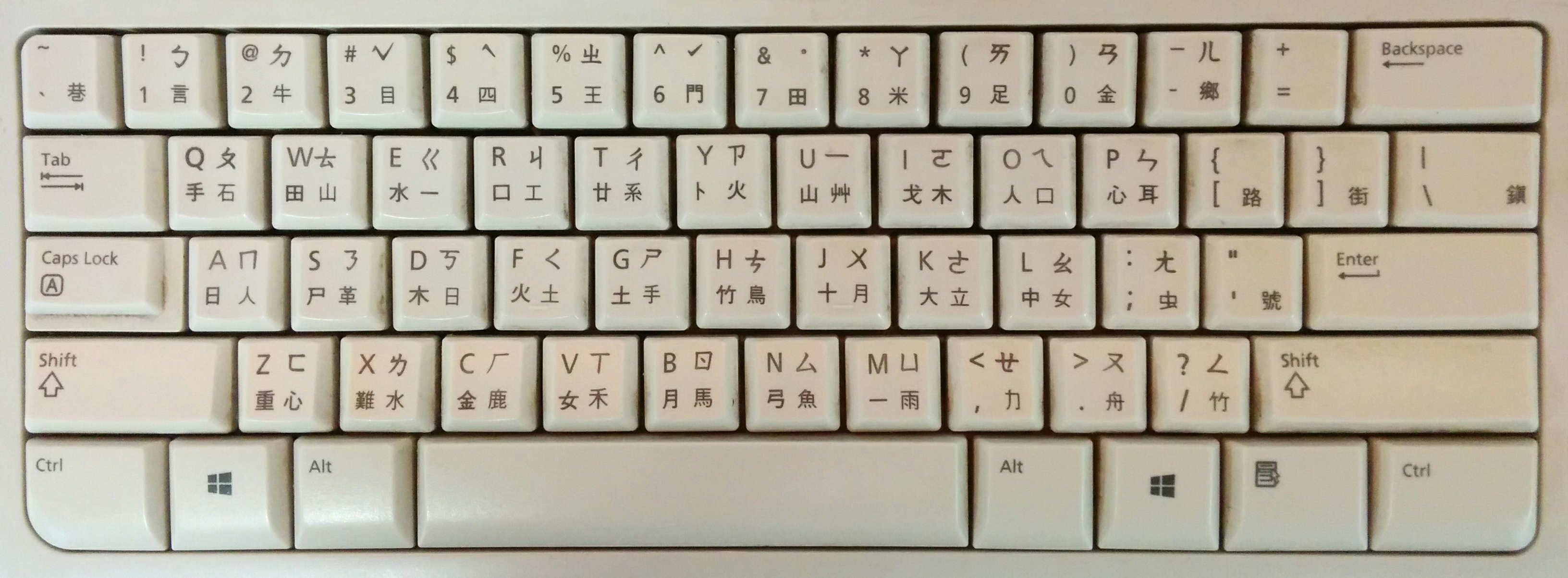
印有注音符號、倉頡字根和大易字根的繁體中文鍵盤

由於臺灣是使用正體中文的地區中最早發展中文電腦者，且近年經濟發達，電腦中的“國際中文”長期以來，其實概指繁體（正體）中文，意即絕大部分軟體的國際中文版使用的是臺灣的用語和翻譯，此等軟體亦通行於港，澳地區或其他使用繁體（正體）中文的社群。由於臺灣和香港在一些用語上的分別明顯，不少開放原始碼軟體，例如GNOME和KDE的繁體中文版都分拆為「中文（臺灣）」和「中文（香港）」兩個版本，分別使用於臺灣或港、澳地區流行的翻譯用詞。現今，不少軟體中，繁體中文被分拆的更為精確，例如蘋果公司的iOS繁體中文版被拆分為「繁體中文（臺灣）」、「繁體中文（香港）」、「繁體中文（澳門）」和「繁體中文」。

### 編碼
繁體（正體）中文自1980年代以來通常使用大五碼中文編碼，中華民國經濟部標準檢驗局公佈一套名為「中文標準交換碼」的官方編碼，並普遍用於臺灣的戶政、役政資訊系統中，而國立臺灣大學圖書館亦使用中文資訊交換碼 編碼。
中華人民共和國於1993年针对GB 2312编码扩展得到的GBK編碼，以及於2000年提出、2005年修订的GB 18030編碼中，都采用簡體字形和繁體字形共存的方式，佔據不同的編碼位置。近年來，統一碼跨語言編碼集出現，也得到了廣泛使用。香港所使用的即為採用Unicode的UTF-8編碼，同時因港、澳地區使用一些特殊的粵語字，其政府也用UTF-8發行香港增補字符集。

### 網頁
萬維網聯盟建議使用zh-hans或zh-hant這一IETF語言標籤作為語言屬性的值和Content-Language的值，以分别說明網頁使用的是简体中文或繁體（正體）中文。

## 傳統漢字稱呼及地位爭議

### 歷史語言學的角度
回顧漢字的發展史，目前被認可的最早的漢字源流是甲骨文，由于當時創造的文字不多，同一個字常常表達多種意思，也就是所謂的「通叚字」。接著又經歷了金文與甲骨文竝存的時代，後來金文取代了甲骨文，成為了共同的文字，然而甲骨文與金文的字形多變，同一箇字往往有多種不同的寫法，類似于今日的異體字。到了春秋戰國時期，每一個國家都有自己的一套文字系統，然而各國文字在字形上存在著一定的關聯性。到了秦國統一六國後，官方卽著手于統一文字，「異體字」開始大量減少，字形由接近于圖畫過渡到了筆畫拉直的方正的小篆，筆畫也隨之減少。及至漢朝，文字又進一步趨于方正的字形，發展成了隸書，筆畫再次減少。再後來，隨著社會風氣之嬗變，文學藝術的不斷發展，又發展出了草書及楷書，文字的形態開始趨于穩定，其中又出現了不少的「異體字」，而在武則天臨朝時期，又創製了「則天文字」，于是又一批「異體字」流入漢字體系當中。在接著的朝代當中，雖然都使用趨於穩定的字形，然而歷朝歷代的用字標準均不相同，且因為新事物的顯現，不斷有新的字被創造出來用于表示新的概念，漢字在分化中不斷增加文字的數量，于是便有了「本義」與「引申義」、「本字」與「後起字」的概念了，如古籍中與、與、「慧」與「惠」等是通用的，由于歷代官方的規範不同而選用不同的字作為「正字」，而其它字形則被排它地視為「異體字」；而在引申義方面，、（或作）、等字除了有造字時的本義「刑法」、「二人相隨」、「左邊有一隻手正牽著右邊長鼻的大象」以外，還分別引申出了「方」、「參與」、「做」等意思。字形上，除了原來造形，也有「法」、等不同寫法，不過在表達義項上未必有分工之用。
隨着時空的流轉，許多字的本義已不可考，直到近代發現甲骨文後，部分字的本義才被破譯。因為近代西學東漸，中國文化影響力在式微的情況下，一些知識分子便提出廢除漢字或簡化漢字，這樣的呼聲在1949年以前已有，且清末至中華民國成立這段時間，用字的標準也發生了變化。待中華人民共和國成立以後便開始著手于漢字的簡化，其簡化的依據是「六書」的造字原則，其中有不少字是相對于近代用字而言的古代的「異體字」，如與、與、（另有字形）與、與、（另有後起字形）與（二簡字），這些字形皆收錄于《康熙字典》。另外許多部首從草書演變而來，如、等，另外還有整個字皆從草書變來的字，如、等。另外，還有從甲骨文演變而來的字形，如等，而再有的字採用了其本字而非後起字以達到簡化的目的，如本已有「用手采摘樹上之果」之意，因為與字的部首皆為「爪」，是象形字，已有「用手采摘」之含義，在甲骨文及金文中皆不見手部，在後世的文字分化以後，才造出了有手部的，分工表達不同的義項。其他類似的例子有、等，這些字在後世加上部件「雨」與「米」後分化出了其它的字形與意義。
雖然目前的簡體字是按照一些說明的規則去進行簡化的，然而不可否認的是，臺灣、香港及澳門的用字標準保留了大部分的傳統字形，且符合造字原理（不過僅僅認識繁體字並不能解讀古文字，因為古今文字變化巨大，有一些字已脫離了原有的造字原理）。文字在歷史的發展過程中，繁化與簡化並存，但每個國家官方的選字不同，或者該地區民眾的約定俗成習慣與別的地方不同，造成了字形的不同。這正如中華文化的多樣化一樣，若必須找一種標準是十分困難的。

### 中國大陸

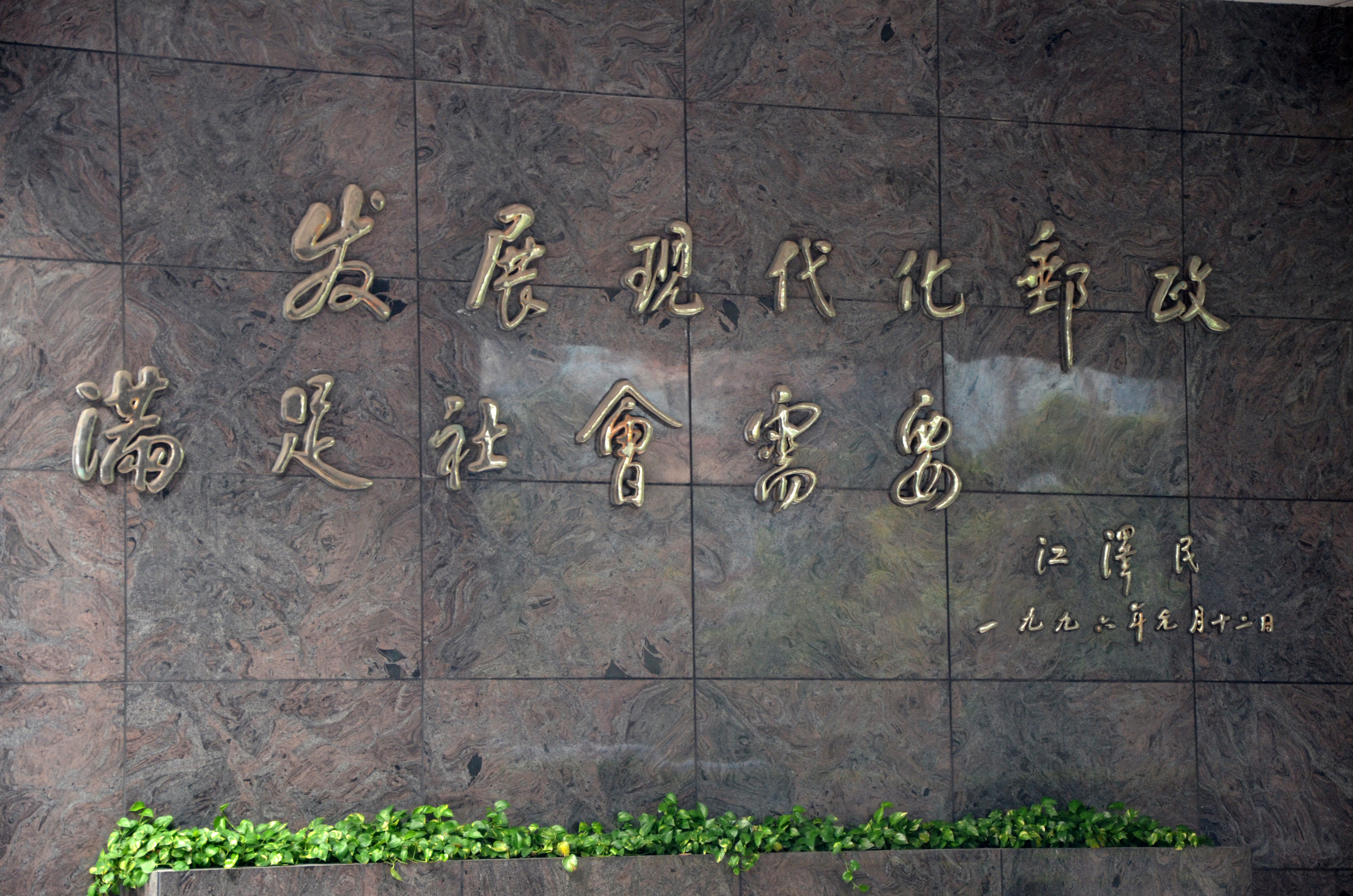
江澤民題字「发展現代化郵政，滿足社會需要」中，「发（發）」是簡化字，「現（现）」「郵（邮）」「滿（满）」「會（会）」是繁體字

中國大陸以简化字和未被简化的传承字为“规范汉字”，中華人民共和國官方文件中“繁体字”是简化字的反義词，“正体字”则是异體字的反義词，简繁体字的標準是《简化字总表》，如“护”是简化字，“護”是“繁体字”，而正异体字的標準是《第一批異體字整理表》，如“堤”是正体字，“隄”是异体字。《通用規範漢字表》於2013年6月5日正式頒佈，该字表整合了《第一批異體字整理表》（1955年）、《簡化字總表》（1964年初發表，最後修訂於1986年）、《印刷通用漢字字形表》（1965年）、《現代漢語常用字表》（1988年）以及《現代漢語通用字表》（1988年），成為社会一般應用領域的漢字規範，原有相關字表從即日停止使用。

### 香港、澳門
香港和澳門称傳統漢字为「繁體字」，但有人因認為「繁體字」的「繁」含「繁琐」之贬義，所以發起「繁體字」改稱「正體字」的運動，稱為「繁體字申遺」（申遺：申請世界遺產）。現時在香港，稱作「繁體字」、「正體字」的人都有，而且並不會像台灣般把新字形化的國字標準字體奉為「標準」或「正體」。老師教導學童書寫時，多以《常用字字形表》作主要參考，但不是唯一標準；印刷時經常使用傳承字形（舊字形）和儷式與蒙納式字形。這些都是香港人眼中的「繁體字」或「正體字」。

### 臺灣
臺灣的官方文字以中華民國教育部所制定的國字標準字體為標準，稱為「國字」、「正體字」或「標準字」，並整理歷史文獻上的各種簡筆字、異體字、俗體字等，歸納統合為異體字，用字和香港、澳门大致相同，但也有例外（如和字、和字等等）。俗字在臺灣亦經常出現，例如「臺」寫作「台」、「臺灣」寫作「台灣」或「台湾」（後者較不被接受，兩種都少用於正式文件）、「鏽」寫作「銹」等，在有些變體字方面，如「体」與「辞」等，中華民國教育部雖承認但視為異體字。比較特別的是臺北市政府在馬英九任職市長期間推行正體字運動，內外文宣一律作「臺北市」而非「台北市」。

### 名稱爭議

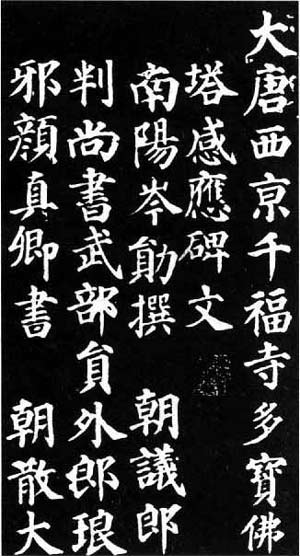
顏真卿的楷書書法，部分文字的寫法與目前的正體中文字有所差異，其異體字如「亰」、「貟」納入中華民國教育部頒布的異體字表

原本的標準文字皆稱「正書」、「楷書」或稱「正字」，傳統漢字在中華人民共和國政府進行簡化前並沒有「繁體字」之說，只有正體字與俗體字之分區，1935年8月中華民國教育部曾公布《第一批简体字表》，采用了钱玄同所编《简体字谱》（2400余字）中的324个，明确说明：「简体字为笔画省简之字，易认易写，别于正体字而言，得以代繁写之正体字」。到了1956年中華人民共和國頒佈《汉字简化方案》之後，才開始用繁體字稱呼傳統漢字。因此傳統漢字支持者認為由於傳統漢字的筆畫並未增加，並非原來寫法的繁化，理應保存其原本的稱呼，即「正體字」。因為政治原因馬英九成為強調使用「正體字」一詞的政治人物之一，馬英九的總統文稿引用古訓「名不正則言不順，言不順則事不成」來強調「繁體字」有負面意涵，應使用「正體字」來強調「正規」、「正統」與「正式」之意。
簡體字支持者認為文字變革是自然的事，用「正體字」來稱呼传统汉字，有暗示簡體字是「歪體」之嫌，元明以來各類手寫文獻使用現今通行簡體字者多不勝數，简化字既然被定為規範漢字，就是中華人民共和國的「正體字」。

### 申請世界非物質文化遺產
全球華人目前使用傳統漢字約4000萬人，約只有簡化字使用者（分布在中國大陸，马来西亚，新加坡等地）的33分之1，据统計中國大陸習惯寫简化字的人占95.25%，写繁體字的只占0.92%，有3.84%的人是繁简並用，因此中華民國總統馬英九有意以臺灣通行的「傳統漢字」（正體字）申請世界非物質文化遺產，但由于中華民國已失去聯合國席位，無權向联合国教科文组织提請申報世界遗产，中國大陸的一些学者認為应以“汉字”申遗，北京師範大学教授王宁則表示“我们刚开过申遗名录的讨论会议，汉字被列在名录上面，但我们把它删掉了。汉字符号不需要保护，它有延续性，几千年都没有间断过发展和传承。申遗是为了抢救濒危的文化，而汉字的情形并不是这样。”另外他也表示「我從不否认简体字存在弊端，我们曾经提出恢复八个繁体字，比如‘乾湿’的‘乾’，和‘幹部’的‘幹’区分开，但就是这八个字也没能通过」等。在歷經了中國近代歷史演變，對於傳統漢字稱謂與简化爭議已久，曾經在中華文化圈廣泛使用的傳統漢字，現在的使用者銳減為簡化字使用者的33分之1，申遺行動突顯出傳統漢字需受到保護之憾。

### 繁簡之爭
- 簡化字擁護者認為：簡化字可減少書寫所耗費的時間和精力；笔画減少較為簡單，可減輕學習難度，在現代資訊快速流動時具有更大的適應空間，[64]簡化字結構清晰，更容易辨認，这一点在一些简化前的形近字身上体现的尤为明显，如「画（畫）」「书（書）」「昼（晝）」等，这也使简化字在印刷時可以采用更小的字体，節省油墨和紙資源。

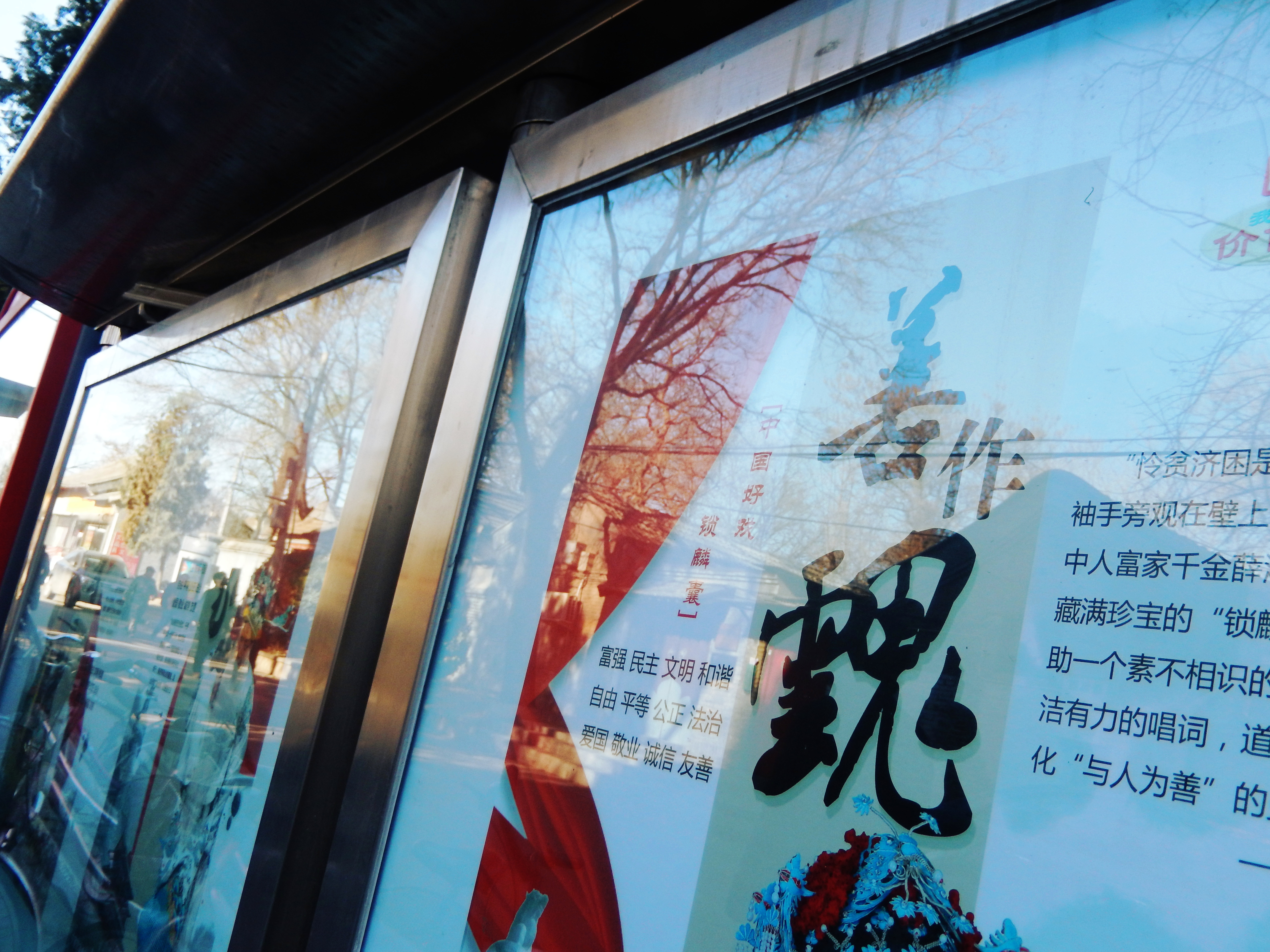
中國大陸一張廣告海報中的書法錯字，「魂」的左旁「云」被誤寫為「雲」

- 簡化字批評者認為：現行的簡化字能減省的精力相當有限，例如“夹（夾）”、“涡（渦）”、“两（兩）”、“等字只减少了一画，而且中華人民共和國的规范汉字中尚有“餐”、“囊”、“疆”等大量筆畫多的常用漢字，簡化字雖然書寫便利，但《中華人民共和國國家通用語言文字法》對繁體字的嚴厲限制造成中華文化的流失，甚至被批評為文化的墮落。簡化字有許多問題，例如：部分字形相近容易誤認、無法呈現內涵、意義及解釋字源[註 21][65]。台中教育大學中文系教授鄭蕤指出，沒有簡體字時，大家不覺得寫正體字有多辛苦，但一有簡體字，大家在求方便的情況下，很容易就選寫簡體字。

## 其他傳統漢字
漢字文化圈中日本、朝鮮半島、越南等地有類似的傳統漢字。

### 日本
1946年，日本内阁公布《當用漢字表》，收錄的1850字中131字采用新字体，原写法則被稱作「舊字體」。新字体多为略字（简笔字），但亦有少数增添笔画的情况，如。另外，基於同音汉字书写规则，不少當用漢字外的漢字被替換成另一個不同的漢字，其中一些寫法與中華人民共和國的標準相同，如改成。
1981年，日本内閣公告了僅僅作為「目標」而非「強制」的《常用漢字表》，收錄1945字，其中新字體355個，加上《人名用漢字表》收錄的11個新字體、《表外漢字字體表》收錄的22個「簡易慣用字體」，日本政府公布的新字體共389字，其簡化程度總體而言不如中國大陸的簡化字，言部、金部、糸部等常用部首没有简化。
在日本，日常生活主要使用新字体，但政府并未宣布废止舊字體。在专有名词等很多场合中，舊字體仍可使用。

### 朝鮮半島
朝鮮漢字（：／ hanja）也稱「韓國漢字」或「韩文汉字」等，是朝鮮語／韓語中使用的漢字，通常用來書寫由漢語、日語傳入的漢字詞。
朝鲜漢字字形大約相同於古中國的正體字、日本的舊字體，唯少數字形有異，如（曹）。值得一提的是韓國將繁體字稱作正體字。
朝鮮漢字在年輕人中的使用頻率不高，多數年輕人都不識漢字，通常都轉由諺文書寫。現在漢字只有在觀光景點、政府設施、重大活動才會出現。近年来为适应旅游业需求，已转为中国大陆的简化字，而非韓國汉字。

### 越南
傳統在越南使用的漢字—儒字，目前只在學術研究上和宗教場所中使用，用來表示從古代漢語中引入的漢字詞。

## 在書法上的使用

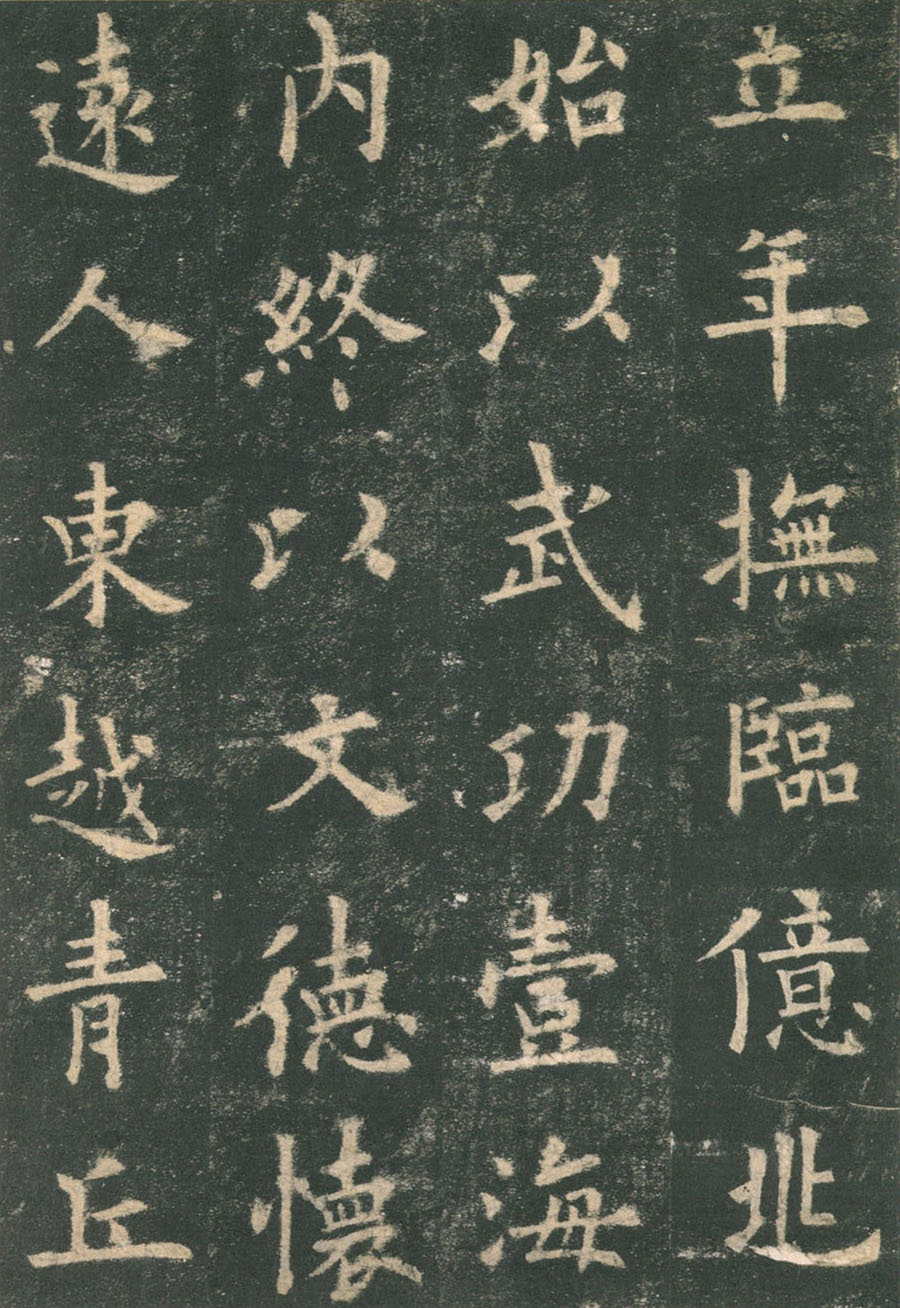
楷書四大家之一的歐陽詢所書《九成宮醴泉銘》被譽為“天下第一楷書”，其中在書法界備受推崇。

繁體字雖然在中國大陆乃至其他華人地區已經不是標準字體，但在書法中仍然有保留著繁體字的字型。例如篆、隸、楷、行、草這五種書法字體在書者進行揮毫時都會以繁體字為主。另外在進行臨帖或創作時也會以繁體字為主進行書法創作。